# Чурасов, Игорь Викторович
Игорь Викторович Чурасов (род. 1966, Рязанская область, РСФСР, СССР) — российский серийный убийца и каннибал, убивший в период с 1997 по 2000 год не менее 7 человек в Рязани, в том числе 5 вместе с сообщником Геннадием Ивановичем Шурмановым. Своих жертв Чурасов после убийств расчленял, а части тела употреблял в пищу, СМИ и правоохранительные органы дали ему прозвища «Кровавый циркач», «Мусорщик человечества» и «Сердцеед». В 2002 году по определению коллегии суда Чурасов и Шурманов были признаны невменяемыми, и им было назначено принудительное лечение в психиатрической клинике.

## Биография

### Жизнь до убийств
О ранних годах жизни Игоря Чурасова известно крайне мало. Родился в 1966 году на территории Рязанской области. Вырос в социально благополучной обстановке. После окончания школы Чурасов зарабатывал на жизнь низкоквалифицированным трудом, однако не был замечен в ведении маргинального образа жизни. Он не привлекался к уголовной ответственности, не был замечен в агрессивном поведении или жестоком обращении с животными, вследствие чего друзьями и знакомыми всегда характеризовался крайне положительно. В личной жизни Чурасов пользовался успехом у противоположного пола и не имел проблем с коммуникабельностью. В начале 1990-х Чурасов устроился на работу в Рязанский цирк, где в разные годы работал ассистентом, униформистом, бутафором и служащим по уходу за животными. В этот период он познакомился в цирке с ранее судимым Геннадием Ивановичем Емелькиным, который имел семью, был женат и впоследствии взял фамилию жены, став Геннадием Шурмановым. После знакомства приятели сняли частный деревянный дом в районе Горбатого моста, расположенный рядом с бывшим клубом «Сельмаш». В этот период Игорь стал демонстрировать признаки психического расстройства. Чурасов являлся эрудированным человеком и очень много свободного времени посвящал чтению идеологической литературы, книг по русской философской танатологии и книг по теоретической и практической медицины, так как проявлял интерес к динамике и механизмам умирания организма и к теме смерти в духовном опыте человечества. В конечном итоге у него сформировалась сложная система взглядов и нравственных ценностей, вследствие чего Чурасов стал сторонником мизантропии и выработал свою жизненную философию, согласно которой различного рода асоциальные личности не имеют права на жизнь и должны подвергаться преследованию и массовому уничтожению. После того, как в ходе многочисленных бесед с Геннадием Шурмановым, Игорь Чурасов выяснил, что его друг разделяет эти идеи, он, по версии следствия, решился на совершение серии убийств.

### Убийства
В период с 1997 по 2000 год Чурасов совершил не менее 7 убийств, из них 5 — совместно с Шурмановым. При совершении преступлений убийцы демонстрировали выраженный им образ действия. После знакомства со своими будущими жертвами Чурасов и Шурманов под различными предлогами заманивали их в свой частный дом, где совершали на них нападения, в ходе которых душили, убивали ударами по голове с помощью различных тупых предметов или путем нанесения колото-резаных ран. После совершения убийств Чурасов и Шурманов расчленяли тела убитых, а фрагменты трупов сжигали в старой дровяной печке. Одно из первых убийств преступники совершили при содействии своей знакомой — 23-летней Натальи Макарцовой. Она заманила в дом Чурасова и Шурманова свою подругу — 23-летнюю Альбину Носкову, которую хотела убить из-за личной неприязни. После того как Носкова появилась в доме, Чурасов задушил девушку при помощи шланга. Во время расчленения трупа Носковой Чурасов вырезал у нее сердце и печень, которые поджарил на сковородке и употребил в пищу. После этого при совершении всех последующих убийств Чурасов во время расчленения тел убитых всегда сохранял мясо и часть внутренних органов своих жертв, которыми питался затем в течение нескольких последующих дней.

### Арест, следствие и суд
Игорь Чурасов и Геннадий Шурманов были арестованы весной 2000 года после того, как в милицию обратился их общий знакомый, который заявил, что стал свидетелем убийства мужчины. После ареста Чурасов и Шурманов признали свою вину и дали признательные показания по всем эпизодам. В ходе следственного эксперимента Игорь Чурасов под конвоем был доставлен на окраину Рязани, где в одном из оврагов показал сотрудникам правоохранительных органов расчлененные фрагменты своей последней жертвы. На основании показаний Чурасова и Шурманова, а также ряда других улик, найденных в их доме и изобличающих их в совершении убийств, следствие смогло доказать причастность Чурасова к совершению 7 убийств.
Во время допросов Игорь Чурасов попытался объяснить мотивацию своих преступлений. Согласно воспоминаниям следователя Следственного управления Следственного комитета Российской Федерации по Рязанской области Игоря Куркина:
С первого взгляда было понятно, что люди они необычные. Чурасов сочинил свою псевдофилософию убийства. Он считал себя санитаром общества. Говорил, что освобождает социум от «ненужного мусора», падших людей. Шурманов эти идеи тоже разделял. Чурасов рассказал мне, что однажды на Лазаревском кладбище нашёл череп, принёс домой, отмыл, отполировал. Он насыпал в него земли и начал выращивать землянику. Говорил, что ему было интересно сочетание жизни и смерти. С одной стороны, череп олицетворял смерть, с другой - зеленевшая земляника, - жизнь...
В начале 2001 года адвокаты Чурасова и Шурманова на одном из досудебных слушаний подали ходатайство о проведении судебно-психиатрической экспертизы для установления степени их вменяемости, которое было удовлетворено. В конце того же года Чурасов был этапирован в «Государственный национальный центр социальной и судебной психиатрии имени Сербского», где на протяжении последующих нескольких месяцев с ними работали специалисты. На основании результатов ряда психиатрических экспертиз было установлено, что Игорь Чурасов страдает шизофренией в особо опасной форме, из-за чего в момент совершения преступлений он не мог осознавать характер и общественную опасность своих действий. На основании этого в 2002 году по определению коллегии Рязанского областного суда Чурасов был признан невменяемым, освобождён от уголовной ответственности и направлен на принудительное лечение в психиатрическую клинику с интенсивным наблюдением, которая расположена в Сычёвке .
Шурманова также признали невменяемым и отправили на принудительное лечение. Макарцова была приговорена к 6 годам лишения свободы.

### Принудительное лечение
В 2013 году Игоря Чурасова в психиатрической клинике посетили журналисты, которым он заявил, что признает факт каннибализма, но не признает ответственность за совершение убийств. Чурасов утверждал, что во время убийств страдал антероградной амнезией и не помнил моменты их совершения. Чурасов поведал, что поддерживает социальные связи с братом и матерью, которые постоянно навещают его в клинике, и надеется когда-нибудь выйти на свободу.
Сотрудники психиатрической клиники заявляли о том, что Игорь Чурасов успешно прошел курс лечения и уже в начале 2010-х годов, согласно результатам медицинского освидетельствования, не представлял никакой социальной опасности. Во время визита корреспондентов лечащий врач Чурасова прокомментировала его психическое состояние:
Я от него слышу эту песню все эти годы. И мотивация его поступков врачам непонятна до сих пор: никто его убивать не заставлял, выгоды никакой не было (один раз только сережки снял с женщины). Спокойный, коммуникабельный, послушный. Ни одного грубого слова никому не сказал. И вне отделения работает, помогает по хозяйству. Наша комиссия раз в полгода пишет заключения, что он абсолютно не опасен, но суд его не выпускает.

## В массовой культуре
- Документальный фильм «Мусорщики человечества» из цикла «Цена любви» (2004)
- Документальный фильм «Высшая мера наказания» из цикла «Вне закона» (часть фильма посвящена преступлениям Чурасова и Шурманова)